# 12. арондисман Париза
12. арондисман Париза је један од 20 арондисмана, или општина, главног града Француске. Арондисман се налази на десној обали реке Сене.

## Историја
Управо у 12. арондисману пронађени су неки од најстаријих трагова људске окупације територије коју сада заузима Париз. Током изградње села Берси 1980-их, откривени су остаци неолитског села (који датирају између 4500. и 3800. године пре нове ере). Накнадним ископавањима пронађени су дрвени кануи (Берси кануи), лукови и стреле, грнчарија и алатке од кости и камена.  Неки од ових предмета данас су изложени у Музеју карнавалета.
Током римског доба, подручје које је сада 12. арондисман било је углавном ненасељено мочварно подручје које су се храниле потоцима који потичу из околних брда. Ову област је пресецао римски пут који је повезивао Париз са Шелом и Мом на истоку и са Мелуном на југоистоку. 

### Венсенска шума и дворац
У 11. веку шума која ће касније постати Венсенска шума сматрана је необрадивом земљом. Када се Иго Капет, краљ Франака, настанио на Ил де ла Ците, користио је шуму као своје ловиште. Боис је тада био резервисан за искључиво коришћење краљева Француске. Под Филипом Августом био је ограђен са 12 км зид.
Ловачку кућу је изградио Луј 17 око 1150. године, коју је Филип Август надоградио у кућу Манор, који је од ње направио краљевску резиденцију која је коришћена током периода 1150-1340. Легенда каже да је Луј 9, Свети Луј, делио правду испод храста у данашњој Венсенској шуми. 
Дуги процес претварања ове резиденције у утврђени замак, Венсенски дворац, почео је око 1337. године, када је Филип ВИ де Валоа одлучио да изгради тамницу у близини Манор Хоусе-а. Прогресивне надоградње наредних краљева довеле су до изградње утврђења, Венсенска црква и неколико резиденција унутар утврђених зидова које су дизајниране да удовоље краљевским укусима и животним стандардима. Последњи краљ који је увелико користио замак као краљевску резиденцију био је Луј 14, који га је касније напустио у корист Версајског замка.

### Појава заједнице занатлија
Године 1198, Фоулкес де Неуили, проповедник 4. крсташког рата, саградио је мали скит за реформисане проститутке у мочварама онога што је требало да постане 12. арондисман. Године 1204., изван и источно од зидина Париза, основана је цистерцитска опатија, Свети Антоније од Поља. Абаја је била заштићена утврђеним зидовима и јарком. Његова црква је била посвећена Светом Антоану, што је дало име, предграђе Светог Антуна, насељу које је израсло око опатије.
У опатији су биле монахиње и, прилично брзо, постала је институција у којој су доминирале племкиње са директним везама и са краљевском кућом и са другим великим племићким породицама. Абес је има звање Даме ду Фауборг. Током неколико векова, Опатија је имала користи од чињенице да су ове жене биле добро интегрисане у владајуће економске и политичке структуре моћи Париза. 
Фаубург је развио специјалност у изради намештаја и, посебно, у изради ормана. Развој је био углавном због заштите и услуга које су краљеви Француске дали опатији и њеним зависним лицима, укључујући ослобађање од пореза занатлијама који раде на територији опатије. Штавише, 1471. Луј 11 је овластио ове занатлије да раде слободно, без да буду под контролом цехова . Током година, занатлије Фаубоурга су развиле солидну међународну репутацију која је привукла веште занатлије из целе Европе.  Пошто су многи од ових занатлија били протестанти, многи су убијени августа 1572. током масакра на дан Светог Вартоломеја. 
Почевши од 17. века, Краљевска мануфактура огледала је основана у Фаубургу и додатно је учврстила своју репутацију. Ова институција ће касније постати мултинационално предузеће Сен Гобен. 
Препознатљива дворишта и уски пролази који карактеришу Фаубург служили су групама занатлија који су живели и радили заједно у истој згради. Ова друштвена организација производње постепено је избледела и потпуно је нестала до последњих деценија 20. века. Са урбаним преуређењем 1980-их, план је био да се пренамењени лукови испод железничког вијадукта угашене пруге Париз-Венсен користе за смештај занатских радионица. Настали Вијадукт уметности пружа радионице за широк спектар специјализованих заната. Ипак, већина трагова делатности израде намештаја у Фаубургу је нестала, иако Екол Боул, чувена школа за дизајн намештаја основана 1886  и смештена у 12. арондисману, наставља да сведочи о овом древном занатлији. традиција.

### Сеоска имања племства
Област поред Сене која је сада 12. арондисман била је фаворизована од стране француске аристократије као место за своја луксузна сеоска имања. То је укључивало 'фоли Рамбуилет' који је изградио протестантски финансијер и краљевски саветник, Николас де Рамбује, између 1633. и 1635. године. Имање је даље развијала госпођа де ла Саблијер (1636-1693), која је тамо примила истакнуте некатоличке амбасадоре пре њиховог формалног уласка у Париз. Тамо је такође приређивала елегантне пријеме и салоне и нудила смештај песнику Жану де Лафонтену . Имање је било посебно познато по својим баштама, које су остављене отвореним за посету јавности. Године 1719. имање је продато банкару Џону Лоу, који је претворио баште у закупљене повртњаке.   Смештено на месту где се тренутно налази Гаре де Лион, имање је било потпуно демонтирано до 1737. године, као што је приказано на мапи ове области датираној те године. 
Још једно велико имање био је дворац Берси из 17. и 18. века, који је простирао село Шарентон и источни део 12. арондисмана. Његове вртове развио је познати пејзажни архитекта Андре ле Нотр. Изграђен на рту са погледом на Сену, Шато је пружао широк поглед на формалне француске баште и реку. Почевши од 1804. године, нагли развој трговине вином у околини замка донео је густ речни и друмски саобраћај и покренуо оно што је требало да постане прогресивно напуштање имања. Сам замак је уништен 1861. године  .

### Револуција и политичка превирања 19. века
Занатлије и радници Фаубурга играли су кључну улогу у Француској револуцији и насилним политичким превирањима у 19. веку. Становници Фаубурга су били кључни у заузимању Бастиље 14. јула 1789. године. У том тренутку у Бастиљи је остало само 7 затвореника, а акција је коштала живота 98 нападача, као и већине прилично малог контингента војника задужених за њену одбрану. Од 954 особе које су добиле званично признање да су 'освајачи Бастиље', већина су били занатлије и радници из Фаубоург Саинт Антоинеа . 
Неовлашћено рушење Бастиље почело је дан након што је Бастиља заузета када је предузетнички бизнисмен, Пјер Франсоа Палоа, регрутовао тим да сруши тврђаву.  Опорављени грађевински материјал је накнадно продат, заједно са разним успоменама на злогласну зграду (кључеви, утези за папир, итд.). 
Комшилук је такође играо истакнуту улогу у владавини терора која је уследила. У јужном делу данашњег Пласе де ла Национ, гиљотина је подигнута у јуну 1794. године. Од 2.498 људи гиљотинираних у Паризу током Револуције, 1.306 је тамо обезглављено. Њихова тела су затим бачена у две масовне гробнице на данашњем оближњем гробљу Пикпус.
После Револуције, Фаубург је остао жариште револуционарних активности, укључујући током Јулске револуције, револуције 1848. и Париске комуне .

### Урбани развој у 19. веку
Од 1815. па надаље, квартови који ће касније постати 12. арондисман били су у фокусу далекосежних пројеката урбаног развоја. То укључује изградњу: Јулског стуба на месту Бастиље (1830); Хале Беауву (наткривена пијаца у улици д'Алигре, 1843); Гаре де Лион (1847-1852) и железничка линија Париз-Венсен (1855). Развој железничких линија имао је велики утицај на 12. арондисман; на својој висини, железничка мрежа (укључујући простор за њено опслуживање) чинила је 20% копнене површине 12. и у основи је пресекла на два дела.
Хаусман је такође био активан у овом сектору, стварајући артерије које ће касније понети имена булевара Дидро (1854), руе Калигни (1856), авеније Даумеснил (1859) и руе Црозатиер (1861). Између 1855. и 1866. године, Венсенска шума је реновиран по налогу Наполеон 3, који је желео да постане „огромни парк за радно становништво источног Париза“.
Трг нације добила је садашње име 14. јула 1880. године. Пре тог датума звало се место ду Троне, у част уласка у Париз Луја 14 и његове нове супруге Марије-Терезе од Аустрије . Стубови и повезани порески уреди који се још увек могу видети у источном делу места, били су део много ширег скупа од око 60 пореских баријера око Париза које је дизајнирао архитекта Клод Леду. Изграђен 1787. године, тамо су били стационирани порески службеници да прикупљају приходе од људи и њихове робе која је улазила у Париз. Током владавине Луја-Филипа (1830-1848), статуе два француска краља постављене су на врхове два стуба: Светог Луја (Луј 9) је на страни 11. арондисмана и Филипа Августа на страни 12. арондисмана. Скулптура која доминира централним делом Плаце, Ла Триомпхе де ла Републикуе Жила Далуа, првобитно је била кандидат, али не и победник, на конкурсу за скулптуру која ће бити постављена на Тргу репубилке. Међутим, 1880. године, одговарајући на популаран захтев, општинско веће је одлучило да наручи статуу за Трг нације. Због разних кашњења, готова статуа у бронзи није постављена на локалитету тек 1899. 

### Стварање данашњег арондисмана
Са административне тачке гледишта, данашњи 12. арондисман настао је законом од 16. јуна 1859. године, који је преуредио Париз у 20 арондисмана које данас познајемо. Закон је такође проширио арондисман апсорбујући делове села Берси и Сен Манде.
Прву градску кућу, која се налази југоисточно од садашње градске куће, Комуна је спалила. Садашња градска већница изграђена је 1876. године на авенији Даумеснил, према плановима архитекте Антони-Јулијен Хенарда. 
Венсенску шуу је Наполеон 3 поклонио граду Паризу 1860. године, али је званично интегрисан у 12. арондисман тек 1926. године  .

## Галерија фотографија — Историја
- Дворац и венсенска шума, сцена лова из средњовековног рукописа
- Ла Бастиља и опатија Свети Антоан, око 1550
- Заузимање Бастиље
- Улазак на гробље Пикпус, последње почивалиште 1306 жртава локалне гиљотине

## Урбана обнова у 20. веку
Округ је имао користи од бројних пројеката урбане обнове и јавних радова, од којих су многи покренути током 1980-их. Два од осам ' Великих пројеката Франсоа Митерана ' који су били обележје његовог председништва налазила су се у 12. арондисману. То су били Опера Бастиља и Министарство финансија .
Главни пројекти у источном делу арондисмана укључују француско Министарство финансија, Берси село, Парк Берси и Берси арену, сада преименовану у Акорхотел Арена. Већи део земље коју ове структуре сада заузимају раније је био депо за вино које је стизало речним транспортом из Бургундије и Лоаре.  :284
Даље на западу, арондисман такође има Оперу Бастиља, другу по величини оперу у Паризу. Инаугурисао га је Франсоа Митеран 1989. године, на 200. годишњицу напада на Бастиљу .
Променада планте развијена је у исто време када и Опера Бастиља. То је 47 км повишени линеарни парк изграђен на врху застареле железничке инфраструктуре . Вијадукт уметности, низ радионица за веште занатлије, такође је део овог развоја. Налази се у подножју западног дела Зелене куле Рене-Думонт .

## Места од интереса
Као и већина четврти у Паризу, 12. арондисман нуди богату лепезу историјски важних и естетски привлачних локација. Током 12., ови локалитети су настали углавном из развоја у 19. веку и из пројеката урбане обнове с краја 20. века. То укључује:
- Трг Бастиља (деле га 4., 11. и 12. арондисман)
- Опера Бастиља
- Венсенска шума
- Дворац Венсен
- Акорхтел арена
- Парк Берси
- Паришки зоолошки парк (познат и као зоолошки врт Винсент)

## Галерија фотографија — Места од интереса
- Источни део Зелене куле
- Трг Феликс Ебоја
- Парк Берси
- Јулска колона и Опера Бастиља
- Венсенска шума
- Венсенски дворац
- Ресторан Плави воз, Гаре де Лион
- Кеј Арсенал
- Вијадукт уметности

## Географија
Површина овог арондисмана је 16.324 км 2, од чега две трећине чини парк Венсенска шума. Не рачунајући шуму, његова површина земљишта је 6.377 км 2.

## Демографија
Врхунац броја становника у 12. арондисману Париза догодио се 1962. године, након чега су уследиле три деценије опадања. У скорије време, међутим, становништво је поново почело да расте, посебно од пројеката урбане обнове из 1990-их. Међутим, попис становништва из 2018. године показао је благи пад становништва.

## Историја становништва
| Година (француских пописа)   | Становништво | Густина по км² |
| ---------------------------- | ------------ | -------------- |
| 1872. године                 | 87,678       | 13,749         |
| 1954. године                 | 158,437      | 24,845         |
| 1962. (врхунац становништва) | 161,574      | 25,337         |
| 1968                         | 155,982      | 24,460         |
| 1975. године                 | 140,900      | 22,095         |
| 1982                         | 138,015      | 21,643         |
| 1990                         | 130,257      | 20,426         |
| 1999                         | 136,591      | 21,419         |
| 2007                         | 142,425      | 22,324         |
| 2012                         | 144,925      | 22,716         |
| 2017                         | 140,296      | 21,990         |
| 2018                         | 139,665      | 21,891         |